# Yuya Fukuda
Yuya Fukuda (福田 湧矢 Fukuda Yuya?), född 4 april 1999 i Fukuoka prefektur, är en japansk fotbollsspelare.
Fukuda började sin karriär 2018 i Gamba Osaka.